# Aphelasterias changfengyingi
Aphelasterias changfengyingi är en sjöstjärneart som beskrevs av Margarita Baranova och Wu 1962. Aphelasterias changfengyingi ingår i släktet Aphelasterias och familjen trollsjöstjärnor. Inga underarter finns listade i Catalogue of Life.